# Шалыев, Атабаллы Бапбаевич
Атабаллы Бапбаевич Шалыев (род. 1945) — советский туркменский деятель, новатор производства, бурильщик, буровой мастер производственного объединения «Туркменюжбургаз» Туркменской ССР, полный кавалер ордена Трудовой Славы.

## Биография
Окончил ремесленное училище.
В 1963—1964 годах — помощник бурильщика конторы разведывательного бурения № 1 треста «Туркменбурнефть» Туркменской ССР.
В 1964—1967 годах — в Советской армии.
В 1968—1972 годах — помощник бурильщика объединения «Туркменнефть» Туркменской ССР. В 1972—1977 годах — бурильщик Шатлыкcкого управления буровых работ объединения «Туркменнефть» Туркменской ССР.
Образование среднее. Член КПСС с 1976 года.
В 1977—1985 годах — бурильщик, в 1985—1988 годах — буровой мастер производственного объединения «Туркменюжбургаз» Марийской области Туркменской ССР.
С 1988 года — буровой мастер Южно-Туркменского управления разведывательного бурения треста «Туркменбургаз» производственного объединения «Туркменгазпром» Марийской области Туркменской ССР.
Делегат XXVII съезда КПСС, XIX партконференции, депутат Верховного Совета Туркменской ССР 11-го созыва, народный депутат СССР.

## Награды и звания
- ордена Трудовой Славы 1-й, 2-й и 3-й степени
- медали